# Białoruska Partia Patriotyczna
Białoruska Partia Patriotyczna (biał. Беларуская патрыятычная партыя, Biełaruskaja patryjotycznaja partyja, ros. Белорусская патриотическая партия, Biełorusskaja patrioticzeskaja partija) – prorosyjska partia polityczna na Białorusi. Jej przewodniczącym jest Mikałaj Ułachowicz, będący jednocześnie przewodniczącym organizacji społecznej „Białoruskie Kozactwo”. Organem kierowniczym jest Rada. Zdaniem białoruskiego historyka Ihara Lalkoua, partia należy do tzw. partii-fantomów, których działalność ogranicza się do pracy ich liderów i pewnej szczątkowej aktywności w czasie kampanii wyborczych.

## Program
Deklarowanym celem partii jest wspieranie budowy socjalnie sprawiedliwego społeczeństwa; wspieranie prezydenta w jego wysiłkach w realizacji programu wyborczego i podejmowaniu pilnych kroków koniecznych do wyprowadzenia Białorusi z kryzysu; obrona interesów narodowych, honoru i godności Ojczyzny we wszystkich sferach.
Zdaniem Ihara Lalkoua, partia we wszystkich aspektach życia społeczno-politycznego popiera stanowisko prezydenta Alaksandra Łukaszenki.

### Polityka zagraniczna
Partia w swoim programie opowiada się za powstaniem odnowionego związku bratnich narodów, a w pierwszej kolejności Rosji, Białorusi, Ukrainy. W listopadzie 2004 roku opublikowana została Odezwa do narodu rosyjskiego, podpisana przez przewodniczących szeregu partii proprezydenckich, w tym Białoruskiej Partii Patriotycznej. W dokumencie tym sygnatariusze jednoznacznie poparli integrację Białorusi i Rosji, w ostrych słowach krytykując Zachód i siły prozachodnie w kraju.

## Historia
Utworzona 8 października 1994 roku przez aktywnych zwolenników Alaksandra Łukaszenki. Zarejestrowana 10 listopada 1994 roku. Pomyślnie przeszła obowiązkową ponowną rejestrację 25 sierpnia 1999 roku. Od 1994 roku do co najmniej końca lat 90. przewodniczącym partii był gen. Anatol Barankiewicz. Partia regularnie bierze udział w wyborach (w sojuszu z Komunistyczną Partią Białorusi), współpracuje z Białoruskim Egzarchatem Rosyjskiej Cerkwi Prawosławnej i organizacjami byłych wojskowych.